# Max von Oberleithner
Max von Oberleithner   (Šumperk, 11 de juliol de 1868 - Šumperk, 5 de desembre de 1935) va ser un advocat, fabricant de teixits, compositor i director d'orquestra txecoslovac.

## Biografia
Max von Oberleithner era fill de l'industrial tèxtil Karl von Oberleithner i estava casat amb Vilma. Max Heinrich de 1890 a 1895 va ser estudiant particular d'Anton Bruckner per recomanació de Felix Mottl. El 1892 es va doctorar a la Universitat de Viena i el mateix any Bruckner li dedicà el Salm 150. El 1895 esdevingué director de teatre a Teplice. Un any més tard va marxar a Düsseldorf, on també va treballar com a director de teatre durant un any. El 1897 va tornar a Viena. Com que era financerament independent com a fabricant, es va poder concentrar en la música clàssica.
El 1912 va musicar la novel·la Afrodita de Pierre Louÿs en vista del compromís de Maria Jeritza a l'Òpera de la Cort de Viena. Quatre anys més tard va crear la seva òpera més exitosa, Der eiserne Heiland. Oberleitner va supervisar la impressió de la Vuitena Simfonia de Bruckner el 1892 i, juntament amb Joseph Schalk, va fer alguns canvis. Avui dia, les adaptacions sovint arbitràries de les obres d'Anton Bruckner per part dels seus estudiants, com l'esmentat Joseph Schalk, el seu germà Franz i Ferdinand Löwe, són vistes de manera extremadament crítica.

## Obres
Òperes
- 1899: Erlöst
- 1901: Ghitana
- 1908: Abbé Mouret
- 1912: Aphrodite
- 1914: La Vallière
- 1916: Der eiserne Heiland (Estrena: Wiener Volksoper, 20 de gener 1917)
- 1919: Cäcilie
- 1920: Das Heidentor